# خیبر (تفنگ)
خیبر یک تفنگ تهاجمی بولپاپ کالیبر ۵٫۵۶ میلی‌متری طراحی و ساخت سازمان صنایع دفاع ایران است که بر اساس تفنگ فرانسوی فاماس با مکانیسم متفاوت طراحی شده‌است. سیستم داخلی این سلاح که از سیستم بولپاپ استفاده می‌کند عیناً مشابه تفنگ ام۱۶آ۱ است اما با یک کیت تبدیل تولید صنایع دفاع ایران به یک تفنگ دارای سیستم بولپاپ تبدیل شده‌است. با استفاده از این کیت تبدیل عملاً می‌توان ام۱۶آ۱ استاندارد را به تفنگ خیبر تبدیل کرد.
طراحی تفنگ خیبر در سال ۱۳۸۰(ه‍. ش) آغاز شده و تولید آن از سال ۱۳۸۲(ه‍. ش) شروع شد و یک سال بعد اولین نمونه‌های آن وارد خدمت رسمی در ارتش جمهوری اسلامی ایران شد. ریشه تفنگ خیبر به تفنگ اس. ۵٫۵۶ می‌رسد که کپی تولید ایران تفنگ نورینکو سی کیو است و نورینکو سی‌کیو هم کپی تولید چین تفنگ ام۱۶آ۱ است. با این حال خیبر از نظر ظاهری بیشتر به تفگ فرانسوی فاماس شباهت دارد. خیبر از خشاب‌های ۲۰ و ۳۰ تایی استفاده می‌کند که در قسمت عقب سلاح نصب می‌شوند. امکان نصب دوپایه و سرنیزه هم بر روی این سلاح وجود دارد. ماشه تفنگ تقریباً در مرکز سلاح قرار گرفته و چهار وضعیت شلیک رگبار، سه تیر، تک تیر، و ضامن برای آن تعریف شده‌است.
این تفنگ فشنگهای ۵٫۵۶x۴۵ م‌م فشنگ متوسط استاندارد ناتو را شلیک می‌کند و برای جایگزینی تفنگ قدیمی ۷٫۶۲x۵۱ م‌م ژ۳ ساخته شده‌است. تفنگ آلمان غربی تولید ایران که از زمان حکومت محمد رضا شاه پهلوی در خدمت نظامی ارتش ایران است. این تفنگ در سه مدل لوله کوتاه (کاربین)، لوله متوسط (استاندارد) و لوله بلند (تک تیرانداز) ساخته شده‌است.
سرعت خروج فشنگ از لوله تفنگ خیبر ۹۰۰ تا ۹۵۰ متر بر ثانیه و نواخت تیر تئوریک (فاصله خروج دو فشنگ از لوله) آن ۸۰۰ تا ۸۵۰ در دقیقه است. وزن مدل استاندارد خیبر با خشاب سی تایی خالی ۳ کیلو و ۷۰۰ گرم و طول آن هم ۷۳ سانتی‌متر است. برد مؤثر مدل لوله بلند این سلاح حدود ۴۵۰ متر و برد نهایی آن هم ۲۵۰۰ متر است.
یکی از معایب این سلاح استفاده از اجزای سلاح‌های دیگر مانند: دستگیره آتش ام پی پنجدوپایهٔ G3 تک تیرانداز، سیستم ماشه، لوله، گلنگدن، فشنگ کش و مگسک M16، سرنیزهٔ کلاشنیکف است.
نام این تفنگ به یاد جنگ خیبر از نبردهای صدر اسلام انتخاب شده‌است